# Palau Anítxkov

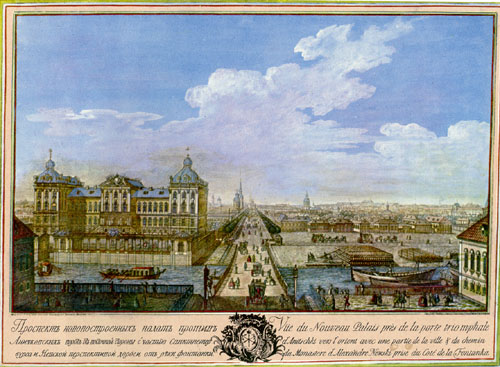
Pont i palau Anítxkov el 1753

El palau Anítxkov (en rus: Аничков дворец, Anítxkov dvorets) és un antic palau imperial de Sant Petersburg (Rússia) situat a la cruïlla de l'avinguda Nevski i el canal de la Fontanka.

## Història
El palau està situat en terrenys que originalment pertanyien a Antonio de Vieira, un dels estrangers que formaven part del cercle íntim de Pere I el Gran. El palau deu el seu nom al pont Anítxkov, que creua la Fontanka en aquest lloc. Va ser construït en un ostentós estil barroc, per servir de residència per la futura emperadriu Elisabet. Probablement va ser dissenyat pels arquitectes Bartolomeo Rastrelli i Mikhaïl Zemtsov, però no n'hi ha proves. La façana encarada a la Fontanka, donava inicialment l'antic riu amb aquest nom.
Les tasques de construcció varen durar 13 anys i un cop es van completar, el 1754, el palau fou ofert per l'emperadriu al seu favorit i quasi-marit, el comte Aleksei Razumovski. Després de la mort d'aquest últim, el palau va ser restituït a les possessions imperials, però va ser immediatament ofert per Caterina II al seu favorit, el príncep Potiomkin. El 1778-1779 es va comanar a l'arquitecte Ivan Starov que hi fera modificacions importants per tal de convertir-lo en un edifici d'estil neoclàssic. El palau va ser dotat en aquesta època d'un jardí dissenyat pel paisatgista anglès William Hould.
Després de la mort de Potiomkin, el palau va ser restaurat a la corona. Les darreres modificacions importants es van realitzar durant el regnat de l'emperador Alexandre I per Giacomo Quarenghi, que va fer la sala del gabinet imperial al llarg de l'avinguda Nevski. Aquesta edificació va ser construïda en un estil rigorosament neoclàssic, que per alguns no encaixa bé amb la resta del palau. Tres anys més tard, Alexandre cedí el palau a la seva germana la gran duquessa Helena de Rússia. Diversos arquitectes van treballar a partir de llavors a l'edifici, i l'interior va ser refet amb regularitat.

## El palau al XX
El futur Alexandre III insuflà nova vida al palau. Fou allà que el seu fill, l'últim emperador de totes les Rússies Nicolau II, va passar la seva infantesa. Fou la seu de nombroses celebracions de la família, inclòs el matrimoni de la neboda de Nicolau, Irene de Rússia, amb el príncep Fèliks Iussúpov el 1914. Sovint es diu que la família del difunt emperador, quan havia d'anar de la ciutat, (ja que la seva residència habitual era Tsàrskoie Seló a 24 km de Sant Petersburg), preferia els més acollidors apartaments del palau Anítxkov a la vasta però més freda residència oficial al palau d'Hivern. La mare de l'emperador, Dagmar de Dinamarca, s'allotjà al palau fins a la Revolució de Febrer de 1917, moment a partir del qual s'hi instal·là el Ministeri d'Aprovisionaments.
Després de la Revolució d'Octubre, el palau va ser nacionalitzat i va esdevenir un museu de la ciutat. A partir de 1934, es va convertir en el Palau dels Joves Pioners, i acollí més d'un centenar de clubs de joves i 10.000 nens. Avui en dia, tot i que hi ha un petit museu dins del palau, que normalment no pot ser visitat pels turistes, les seves habitacions es lloguen per a recepcions.

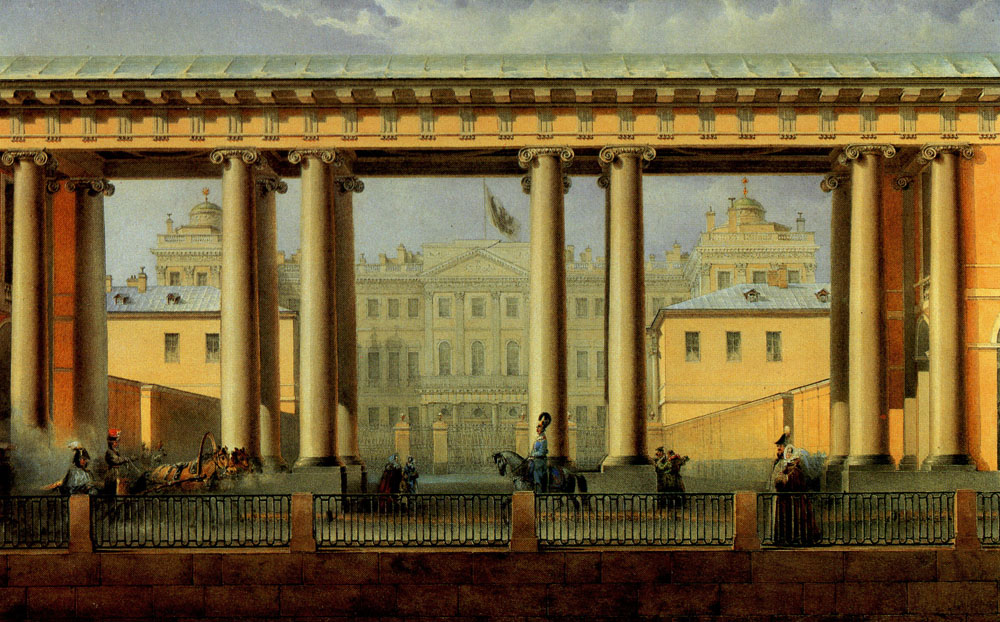
El palau al voltant de 1830, després de la seva conversió a l'estil neoclàssic
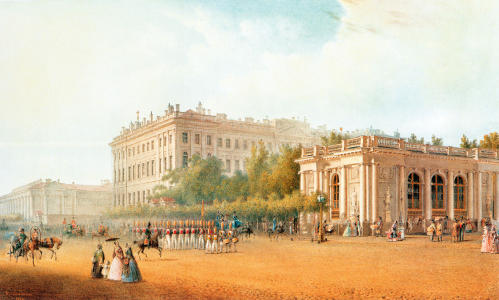
El palau a mitjan segle xix
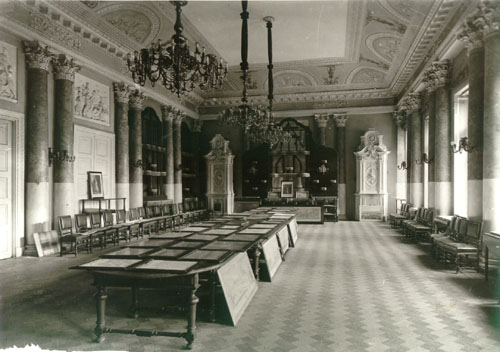
Interior d'una de les sales, a començaments del segle xx